# Sousa (género)
Sousa es un género de cetáceos odontocetos de la familia Delphinidae que cuenta con dos especies. Estos delfines se caracterizan por presentar una giba en la aleta dorsal. 

## Especies
- Sousa chinensis - delfín rosado de Hong Kong.
- Sousa teuszii -  delfín giboso atlántico.